# Paul Laraque
Paul Laraque, né le 21 septembre 1920 à Jérémie (Haïti), et mort le 8 mars 2007 à New York, est un poète haïtien.

## Biographie
Il est né en septembre 1920 à Jérémie. Après des études à Jérémie et à Port-au-Prince, il entre en 1939 à l'Acadélie militaire haïtienne, et en sort officier en 1941. Cette carrière militaire lui fait parcourir le pays et découvrir les conditions sociales des différentes populations, en particulier les dures conditions de vie des paysans.
Il se consacre aussi à l'écriture, notamment à la poésie, et est l'un des premiers écrivains haïtiens, avec Félix Morisseau-Leroy, Émile Roumer, Franck Fouché et Claude Innocent à publier en créole,. En 1960, dès les premières années du duvaliérisme, il est mis en retraite de l'armée après l’arrestation de l’oncle de sa femme. Paul Laraque doit s’exiler en 1961, vers New York, l’Espagne puis de nouveau à New York. Il y enseigne le français, et milite dans des mouvements de gauche, ce qui lui vaut le retrait de la nationalité haïtienne en 1964.
En 1979, il obtient le prix Casa de las Américas pour son double recueil de poésie, Les Armes quotidiennes/Poésie quotidienne. C'est le premier lauréat de langue française de ce prix cubain. Après vingt-cinq ans d’exil, Laraque revient à Haïti lorsque la dynastie duvaliériste est chassé du pouvoir en 1986. Il retrouve aussi sa nationalité haïtienne. En 1991, lorsque le président Jean-Bertrand Aristide est renversé, Paul Laraque doit s'exiler à nouveau.
Il meurt à New York le 8 mars 2007,,.